# Cala del Pati Blau
La cala del Pati Blau és una petita platja del municipi de Sant Pere de Ribes (Garraf), situada a llevant de la platja del Belis, i a ponent de la punta de l'Ombra, que la separa de la platja del Gaspar, del municipi de Sitges. Té una longitud de 12 metres i una amplada mitjana de 9 metres, formada per grava i còdols. La roca que la delimita a llevant s'anomena la Foradada del Pati Blau, pel conducte que la travessa, des de la platja fins al mar, de 4 x 2,5 metres.